# Campoplex sugiharai
Campoplex sugiharai là một loài tò vò trong họ Ichneumonidae.